# Mikail Renzhin
Mikhail Renzhin (hebräisch מיכאל רנזין, ukrainisch Михайло Ренжин, englisch Mykhaylo Renzhyn; * 15. Oktober 1978 in Sigulda, Lettische SSR) ist ein ehemaliger ukrainisch-israelischer Skirennläufer.

## Karriere
Renzhin gab sein internationales Renndebüt am 6. Februar 1995 in Ordino-Arcalís. Sein erstes internationales Großereignis bestritt er vier Jahre später bei der Winter-Universiade in Jasná. Dort erreichte er als bestes Ergebnis Rang 39 im Slalom. In den darauffolgenden Jahren startete er hauptsächlich bei FIS-Rennen in Europa, ohne jedoch größere Erfolge zu erzielen.
Nach der Saison 2000/01 wechselte Renzhin zum israelischen Skiverband. Sein erstes Rennen für seinen neuen Verband bestritt er am 8. Dezember 2001 in Geilo. 
Am 26. Januar 2003 gab er sein Weltcupdebüt beim Slalom von Kitzbühel, wobei er jedoch die Qualifikation für den zweiten Durchgang verpasste. Knapp einen Monat später nahm er erstmals an einer Alpinen Skiweltmeisterschaft teil. Bei den Wettkämpfen in St. Moritz gelang ihm im Slalom mit dem 49. Platz sein bestes Ergebnis.
2006 nahm Renzhin als erster israelischer Skirennläufer an Olympischen Winterspielen teil. Im Riesenslalom belegte er den 32. Rang. Diese Platzierung sollte bis 2022 das beste Ergebnis eines israelischen Skirennläufers bei Olympischen Winterspielen sein.
Sein persönlich bestes Ergebnis bei einem internationalen Großereignis erreichte Renzhin 2007 bei den Weltmeisterschaften in Åre mit Rang 28 im Slalom.
Seine letzten Rennen bestritt er im Januar 2014 in Turnau, danach ist er nicht mehr als Rennläufer in Erscheinung getreten.

## Erfolge

### Olympische Winterspiele
- Turin 2006: 32. Riesenslalom, 37. Slalom
- Vancouver 2010: 35. Slalom, 55. Riesenslalom

### Weltmeisterschaften
- St. Moritz 2003: 49. Slalom, 57. Riesenslalom
- Bormio 2005: 42. Slalom, 51. Riesenslalom
- Åre 2007: 28. Slalom
- Val-d'Isère 2009: 33. Slalom, 60. Riesenslalom

### South American Cup
- 2 Platzierungen unter den besten 10

### Universiade
- Jasná 1999: 39. Slalom, 65. Abfahrt, 67. Super-G, 73. Riesenslalom

### Weitere Erfolge
- 17 Podestplätze bei FIS-Rennen, davon 6 Siege